# 和歌山県小学校の廃校一覧
和歌山県小学校の廃校一覧（わかやまけんしょうがっこうのはいこういちらん）は、和歌山県内の廃校になった小学校の一覧。対象となるのは、学制改革（1947年）以降に廃校となった小学校、および分校である。校名は廃校当時のもの。廃校時に小学校が所在した自治体がその後合併により消滅している場合は、現行の自治体に含める。また現在休校中の県内の小学校（分校）も、参考として記載する。
（）内は、廃校になった年（休校の場合は、その措置が取られた年）、統合先の小学校である。

## 都市部

### 和歌山市
- 和歌山市立加太小学校大川分校（1964年休校、1987年廃校）[1]
- 和歌山市立高松小学校あおい学園分校（1980年）[2]
- 和歌山市立山口小学校滝畑分校（1992年休校[3]、2015年廃校[4]）
- 和歌山市立雑賀小学校愛徳分校（2006年）[5]
- 和歌山市立宮小学校虎伏分校（2009年和歌山市立西脇小学校みらい分校へ移管）[5]
- 和歌山市立紀伊小学校小豆島分校（2009年休校[6]、2017年廃校[5]）
- 和歌山市立雄湊小学校（2017年城北小、本町小、伏虎中と統合し和歌山市立伏虎義務教育学校へ）[7]
- 和歌山市立城北小学校（2017年雄湊小、本町小、伏虎中と統合し伏虎義務教育学校へ）[7]
- 和歌山市立本町小学校（2017年雄湊小、城北小、伏虎中と統合し伏虎義務教育学校へ）[7]
- 和歌山市立安原小学校吉原分校（2018年休校[8]、2023年廃校[5]）

### 海南市
- 海南市立南野上小学校上新分校（1963年）[注釈 1]
- 海南市立巽小学校東畑分校（1987年休校、2012年廃校）[9]
- 海南市立巽小学校別所分校（1997年休校、2019年廃校）[9]
- 海南市立仁義小学校（2009年加茂第一小へ統合）[10]
- 海南市立北野上小学校七山分校（2009年休校[11]、2019年廃校[4]）
- 海南市立加茂第一小学校（2010年加茂第二小と統合し海南市立加茂川小学校へ）[12]
- 海南市立加茂第二小学校（2010年加茂第一小と統合し加茂川小へ）[12]
- 海南市立大崎小学校（2012年海南市立大東小学校へ統合）[13]
- 海南市立内海小学校冷水分校（2012年休校、2018年廃校）[14]
- 海南市立塩津小学校（2015年休校）[15]

### 橋本市
- 橋本市立菖蒲谷小学校（1964年）
- 橋本市立兵庫小学校（1964年橋本市立隅田小学校へ統合）[注釈 2]
- 橋本市立山内小学校（同上）
- 橋本市立岸上小学校（1978年統合により橋本市立西部小学校へ）[注釈 3]
- 橋本市立山田小学校（同上）
- 橋本市立山田小学校山田分校（同上）
- 橋本市立彦谷小学校（1987年休校、1993年廃校）
- 橋本市立信太小学校（2019年）[16]
- 高野口町立嵯竹小学校（1973年信太小へ統合）[17]

### 有田市
- 有田市立箕島第二小学校矢堰分校（1963年8月）[18]

### 田辺市
- 田辺市立稲成小学校谷上分校（1971年）
- 田辺市立馬我野小学校（2003年休校、2009年廃校[4]）
- 田辺市立福井小学校（2006年[4]甲斐ノ川小と統合し田辺市立咲楽小学校へ）
- 田辺市立甲斐ノ川小学校（2006年[4]福井小と統合し咲楽小へ）
- 田辺市立本宮小学校〈旧〉（2006年統合により田辺市立本宮小学校〈新〉へ）[19]
- 田辺市立四村川小学校（同上）[19]
- 田辺市立請川小学校（同上）[19]
- 田辺市立東小学校（2009年統合により田辺市立上山路小学校へ）[20]
- 田辺市立殿原小学校（同上）[20]
- 田辺市立宮代小学校（同上）[20]
- 田辺市立栗栖川小学校（2013年二川小と統合し田辺市立中辺路小学校へ）[21]
- 田辺市立二川小学校（2013年栗栖川小と統合し中辺路小へ）[21]
- 田辺市立三川小学校（2015年[22]田辺市立鮎川小学校へ統合[23]）[24]
- 田辺市立伏菟野小学校（2017年[4]田辺市立長野小学校へ統合[25]）
- 田辺市立富里小学校（2018年[26]）
- 龍神村立丹生ノ川小学校（1990年休校、1992年廃校）
- 龍神村立大熊小学校（2002年[4]）
- 大塔村立下川小学校和田分校（1967年）
- 大塔村立三川第二小学校（1969年三川第一小へ統合）
- 大塔村立三川第一小学校（1976年豊原小へ統合）
- 大塔村立豊原小学校（1979年統合により三川小へ[22]）[24]
- 大塔村立木守小学校（同上[22]）[24]
- 大塔村立向山小学校（同上[22]）[24]
- 大塔村立向山小学校深谷分校（同上）[24]
- 大塔村立下川小学校（1982年統合により富里小へ）[26]
- 大塔村立平瀬小学校（同上）[26]
- 大塔村立上野小学校（同上）[26]
- 中辺路町立野中小学校（1969年）
- 中辺路町立石船小学校（1969年）
- 中辺路町立内井川小学校（1971年二川小へ統合）
- 中辺路町立中川小学校（同上）
- 中辺路町立芦尾小学校（1972年二川小へ統合）
- 中辺路町立西谷小学校（1972年）
- 中辺路町立大内川小学校（1972年）
- 中辺路町立北都小学校（1972年）
- 中辺路町立三和小学校（1972年）
- 中辺路町立二川小学校兵生分校（1972年芦尾小学校兵生分校から改称、1974年廃校）
- 本宮町立三里小学校大居分校（1966年）
- 本宮町立三里小学校三越分校（1973年7月）
- 本宮町立四村川小学校久保野分校（1974年）
- 本宮町立三里小学校上切原分校（1978年）
- 本宮町立皆地小学校武住分校（1979年）
- 本宮町立静川小学校[27]（1989年休校、2009年廃校[4]）
- 本宮町立高津小学校（1990年）
- 本宮町立皆地小学校（1994年12月1日）[4]

### 新宮市
- 新宮市立相賀小学校（1978年休校、1980年廃校）[28]
- 新宮市立丹鶴小学校（2012年千穂小と統合し新宮市立神倉小学校へ）[29]
- 新宮市立千穂小学校（2012年丹鶴小と統合し神倉小へ）[29]
- 新宮市立蓬莱小学校（2013年王子小と統合し新宮市立王子ヶ浜小学校へ）[30]
- 新宮市立王子小学校（2013年蓬莱小と統合し王子ヶ浜小へ）[30]
- 熊野川町立三津野小学校志古分校（1965年）
- 熊野川町立宮相小学校（1972年三津野小と統合し新宮市立熊野川小学校〈当時：熊野川町立〉へ）[28]
- 熊野川町立三津野小学校（1972年宮相小と統合し熊野川小へ）[28]
- 熊野川町立篠尾小学校（1974年敷屋小へ統合）[28]
- 熊野川町立畝畑小学校（1975年小口小畝畑分校となり、1976年廃校）[28]
- 熊野川町立赤木小学校（1985年熊野川小へ統合）[28]
- 熊野川町立滝本小学校（1981年小口小滝本分校となり、1987年廃校）[28]
- 熊野川町立鎌塚小学校（1980年小口小鎌塚分校となり、1983年休校、1992年廃校）[28]
- 熊野川町立玉置口小学校（1986年休校、2005年廃校）[28]
- 熊野川町立九重小学校（1991年休校、2005年廃校）[28]
- 熊野川町立敷屋小学校（1991年休校、2005年廃校）[28]
- 熊野川町立小口小学校（1996年休校、2005年廃校）[28]

### 紀の川市
- 紀の川市立細野小学校（1990年休校〈当時：桃山町立〉、2018年廃校）[31]
- 紀の川市立桃山小学校（2008年休校、紀の川市立安楽川小学校へ編入[32]）
- 紀の川市立田中小学校赤尾分校（2008年）[33]
- 紀の川市立田中小学校高野分校（2011年休校）[34]
- 紀の川市立靹渕小学校（2022年休校、児童は安楽川小へ通学）[35]
- 打田町立池田小学校中畑分校（1984年休校、2004年廃校）[36]
- 粉河町立川原小学校西川原分校（1965年）[37]
- 粉河町立靹渕小学校上分校（1977年）
- 粉河町立靹渕小学校下分校（1977年）
- 桃山町立桃山小学校黒川分校（1974年）
- 桃山町立桃山小学校野田原分校（1993年休校、2000年廃校[4]）

### 岩出市
- 岩出町立山崎小学校境谷分校（1971年）[38]

## 郡部

### 海草郡
- 紀美野町立野上小学校柴目長谷分校（休校開始時期不明[39]、2023年廃校[40]）
- 紀美野町立上神野小学校（2006年休校、児童は紀美野町立下神野小学校へ通学）[41]
- 紀美野町立志賀野小学校（2008年休校、児童は紀美野町立野上小学校へ通学）
- 紀美野町立毛原小学校（2017年休校）[42]
- 野上町立小川小学校吉野分校（1988年）[43]
- 美里町立毛原小学校毛原宮分校（1954年1月）[44]
- 美里町立毛原小学校勝谷分校（1978年休校、1983年廃校）[44]
- 美里町立真国小学校花野原分校（1984年）
- 美里町立下神野小学校箕六分校（1984年休校、1986年廃校）[41]
- 美里町立下神野小学校上ヶ井分校（1987年）[41]
- 美里町立長谷小学校（1994年毛原小へ統合）[44]
- 美里町立国吉小学校（1998年休校、2003年廃校）[45]
- 美里町立真国小学校（2005年休校、児童は下神野小へ通学）[41]

### 伊都郡
- かつらぎ町立盛陽小学校（1965年かつらぎ町立妙寺小学校へ統合）[46]
- かつらぎ町立妙寺小学校丁ノ町分校（1965年）[47]
- かつらぎ町立四郷小学校東谷分校（1971年）[47]
- かつらぎ町立妙寺小学校畑野分校（2005年）[47]
- かつらぎ町立四郷小学校[48]（2012年かつらぎ町立笠田小学校へ統合）[49][注釈 5]
- かつらぎ町立四邑小学校[48]（同上）[49]
- かつらぎ町立志賀小学校[48]（同上）[49]
- かつらぎ町立新城小学校[48]（同上）[49]
- かつらぎ町立三谷小学校（2013年妙寺小へ統合）[46]
- かつらぎ町立天野小学校（2013年）[48]
- 花園村立花園小学校（1964年かつらぎ町立梁瀬小学校〈当時：花園村立〉へ統合）[50]
- 花園村立有畝小学校（1981年休校、1991年廃校）[47]
- 九度山町立古澤小学校笠木分校（1961年）[51]
- 九度山町立丹生川小学校（1995年休校）[52]
- 九度山町立古澤小学校（2013年休校、2017年9月廃校）[53]
- 九度山町立久保小学校（2006年休校、2017年9月30日事実上の廃校）[54]
- 高野町立高野山小学校高根分校（1982年休校[55]、2001年廃校[4]）
- 高野町立高野山小学校相ノ浦分校（1985年休校、2004年廃校[4]）
- 高野町立花坂小学校湯川分校（1989年休校、2004年廃校[4]）
- 高野町立杖ヶ藪小学校（1976年休校、1991年廃校）[56]
- 高野町立高野山小学校大滝分校（1978年休校、1991年廃校）
- 高野町立白藤小学校（1997年休校、2008年廃校）[57]
- 高野町立筒香小学校（2003年休校、2012年6月30日廃校[4]）
- 高野町立西細川小学校（2005年）[4]
- 高野町立富貴小学校〈初代〉（2016年休校[58]、2020年高野山小富貴分校となり[59]、2024年高野町立富貴小学校〈2代目〉として再開[60]）

### 有田郡
- 広川町立津木小学校下津木分校（1965年）[61]
- 広川町立津木小学校前田分校（1966年）[注釈 6]
- 広川町立津木小学校岩淵分校（1984年休校[62]、2002年廃校[4]）
- 広川町立南広小学校井関分校（2016年休校）[注釈 7]
- 有田川町立八幡小学校三田分校（2003年休校〈当時：清水町立〉[64]、2008年廃校[4]）
- 有田川町立早月小学校（2005年休校〈当時：金屋町立〉、跡地は早月農園として使用[65]、2010年廃校[4]）
- 有田川町立生石小学校（2008年休校、児童は有田川町立小川小学校へ通学）[66]
- 有田川町立上六川小学校（2010年有田川町立鳥屋城小学校へ統合）[67]
- 有田川町立修理川小学校（2012年[68]有田川町立石垣小学校へ統合）[69][注釈 8]
- 有田川町立楠本小学校（2014年休校、有田川町立城山西小学校へ編入）[70]
- 有田川町立五西月小学校（2015年休校、児童は小川小へ通学）[71]
- 有田川町立粟生小学校（2015年休校、児童は鳥屋城小へ通学[72]、2019年7月1日廃校[4]）
- 有田川町立城山西小学校（2017年休校[73]、2019年1月1日廃校[4]）
- 有田川町立久野原小学校（2019年休校）[74]
- 清水町立久野原小学校室川分校（1984年）[75]
- 金屋町立石垣小学校糸川分校（1991年休校[69]、1996年廃校[4]）
- 金屋町立鳥屋城小学校長谷川分校（1963年）[67]
- 金屋町立丹生小学校（1965年鳥屋城小へ統合）[67]
- 金屋町立谷小学校（1987年）
- 金屋町立修理川小学校宇井苔分校（1986年休校、1991年廃校）
- 金屋町立峯口小学校（1997年休校、2002年鳥屋城小へ統合）[67]
- 金屋町立北小学校（2003年）[4]
- 清水町立城山西小学校三瀬川分校（1972年）[70]
- 清水町立久野原小学校室川分校（1960年八幡小から移管、1979年廃校）[76]
- 清水町立八幡小学校遠井分校（1981年休校、1986年廃校）[64]
- 清水町立安諦小学校沼谷分校（1985年休校、1990年廃校）[77]
- 清水町立八幡小学校宮川分校（1986年休校、1991年廃校）[64]
- 清水町立下湯川小学校上湯川分校（1986年休校、1991年廃校）
- 清水町立下湯川小学校（1991年休校、1996年有田川町立八幡小学校〈当時：清水町立〉へ統合）[64]
- 清水町立楠本小学校沼分校（1996年休校[78]、2001年廃校[4]）
- 清水町立城山東小学校（1997年城山西小へ統合）[70]
- 清水町立安諦小学校押手分校（2000年休校[77]、2005年廃校[4]）
- 清水町立五郷小学校（2003年休校、粟生小へ統合）[79]

### 日高郡
- 美浜町立三尾小学校（2008年美浜町立和田小学校へ統合）[80]
- 日高町立原谷小学校（1972年日高町立内原小学校へ統合）[81]
- 日高町立阿尾小学校（1994年日高町立比井小学校へ統合）[81]
- 由良町立衣奈小学校小引分校（1983年）[82]
- 由良町立衣奈小学校三尾川分校（1983年）[82]
- 由良町立畑小学校（2012年由良町立由良小学校へ統合）[82]
- 由良町立白崎小学校（2023年由良小へ統合）[82]
- 由良町立衣奈小学校（同上）[82]
- 印南町立山口小学校（2006年印南町立印南小学校へ統合）[83]
- 印南町立樮川小学校（2006年切目川小へ統合）[84]
- 印南町立稲原西小学校（2008年印南町立稲原小学校へ統合）[85]
- 印南町立切目川小学校（2009年統合により印南町立清流小学校へ）[84]
- 印南町立真妻小学校（同上）[84]
- 印南町立上洞小学校（同上）[84]
- 南部川村立城西小学校（1980年嶋ノ瀬小と統合しみなべ町立高城小学校〈当時：南部川村立〉へ）[86]
- 南部川村立嶋ノ瀬小学校（1980年城西小と統合し高城小へ）[86]
- 川辺町立矢田小学校（1970年）
- 川辺町立早藤小学校（1970年）
- 川辺町立中津川小学校（1970年）
- 中津村立船津小学校（2005年統合により日高川町立中津小学校〈当時：中津村立〉へ）[4]
- 中津村立高津尾小学校（同上）[4]
- 中津村立子十浦小学校（同上）[4]
- 中津村立大星小学校（同上）[4]
- 中津村立川中第一小学校（同上）[4]
- 美山村立笠松小学校猪谷分校（1979年）
- 美山村立串本小学校（1981年）
- 美山村立上初湯川小学校（1996年）[4]

### 西牟婁郡
- 白浜町立玉伝小学校（2008年白浜町立安居小学校へ統合）[87]
- 白浜町立田野井小学校（2008年白浜町立日置小学校へ統合）[88]
- 白浜町立市鹿野小学校（2017年安居小へ統合）[89]
- 白浜町立椿小学校（2019年富田小学校へ統合）[90]
- 日置川町立市江小学校（1969年日置小市江校舎となり、1970年廃止）[88]
- 日置川町立大瀬小学校（1969年鹿野小へ統合）[91]
- 日置川町立小川小学校（1970年安居小へ統合）[87]
- 日置川町立久木小学校（同上）[87]
- 日置町立日置小学校大古分教場（1948年）[88]
- 日置町立日置小学校矢田分教場（1948年）[88]
- 上富田町立生馬小学校芦山分校（1972年）[92]
- すさみ町立大己小学校（1970年佐本小へ統合）[93]
- すさみ町立大附小学校（1971年すさみ町立周参見小学校へ統合）[94]
- すさみ町立競智小学校（同上）[94]
- すさみ町立上戸川小学校（同上）[94]
- すさみ町立里野小学校（1971年江住小へ統合）[94]
- すさみ町立太間川小学校（1973年周参見小へ統合）[94]
- すさみ町立協和小学校（同上）[94]
- すさみ町立大鎌小学校（1978年江住小へ統合）[94]
- すさみ町立佐本小学校（2009年周参見小へ統合）[95]
- すさみ町立見老津小学校（2017年周参見小へ統合）[96]
- すさみ町立江住小学校（2023年周参見小へ統合）[97]

### 東牟婁郡
- 那智勝浦町立籠小学校（1980年那智勝浦町立色川小学校へ統合）[98][注釈 9]
- 那智勝浦町立出合小学校（1989年那智勝浦町立太田小学校へ統合）[99]
- 那智勝浦町立妙法小学校（1993年休校、児童は那智勝浦町立市野々小学校へ通学[100]、2003年廃校[4]）
- 那智勝浦町立太田川小学校（1997年太田小へ統合）[99]
- 那智勝浦町立三川小学校（2011年那智勝浦町立勝浦小学校へ統合）[101]
- 那智勝浦町立浦神小学校（2013年那智勝浦町立下里小学校へ統合）[102]
- 那智町立那智小学校（1948年9月15日勝浦小へ統合）[101]
- 古座川町立三尾川小学校洞尾分校（1958年）
- 古座川町立中崎小学校（1963年[103]）
- 古座川町立三尾川小学校真砂分校（1965年）[104]
- 古座川町立小川小学校宇筒井分校（1968年）
- 古座川町立七川小学校松根分校（1973年）
- 古座川町立高池小学校樫山分校（1975年休校、1988年廃校）[105]
- 古座川町立七川小学校西川分校（1989年休校、1992年廃校）
- 古座川町立七川小学校佐田分校（1972年休校、1998年廃校）[106]
- 古座川町立七川小学校平井分校（1997年休校、2004年6月1日廃校[4]）
- 古座川町立七川小学校添野川分校（1985年休校、2005年廃校[4]）
- 古座川町立小川小学校（1991年休校し明神小へ事実上統合、2005年廃校）[107]
- 古座川町立田川小学校（2000年10月1日明神小へ統合）[107]
- 古座川町立七川小学校（2001年古座川町立三尾川小学校へ統合）[108]
- 北山村立北山第二小学校（1971年北山第一小へ統合）
- 北山村立北山第三小学校（1972年北山第一小へ統合され、北山村立北山小学校となる）[注釈 10]
- 串本町立和深第二小学校（1961年和深第三小と統合し赤瀬小へ）[109]
- 串本町立和深第三小学校（1961年和深第二小と統合し赤瀬小へ）[109]
- 串本町立和深小学校里川分校（1970年）[109]
- 串本町立須江小学校（1998年串本町立大島小学校へ統合）[110]
- 串本町立樫野小学校（同上）[110]
- 串本町立赤瀬小学校（2004年和深小へ統合）[111]
- 串本町立津荷小学校（2005年串本町立古座小学校へ統合）[109]
- 串本町立有田小学校（2008年統合により串本町立串本西小学校へ）[112]
- 串本町立和深小学校（同上）[112]
- 串本町立田並小学校（同上）[112]
- 串本町立養春小学校（2011年串本町立西向小学校へ統合）[113]
- 串本町立錦富小学校（2014年串本町立串本小学校へ統合）[111]